# Muraka raba
Muraka raba är en mosse i Estland.   Den ligger i gränstrakterna mellan kommunerna Iisaku, Lüganuse, Mäetaguse och Tudulinna i landskapet Ida-Virumaa, i den nordöstra delen av landet, 140 km öster om huvudstaden Tallinn.